# Marian (rejon Grigoriopol)
Marian (ros. Мариян, Marijan) – wieś w Mołdawii (Naddniestrzu), w rejonie Grigoriopol, w gminie Hîrtop. W 2004 roku liczyła 20 mieszkańców.

## Położenie
Miejscowość znajduje się na lewym brzegu Dniestru, pod faktyczną administracją Naddniestrza, w odległości 18 km od Grigoriopola i 54 km od Kiszyniowa.

## Historia
Wioska została wspomniana po raz pierwszy w 1866 roku. Została założona przez Mołdawian na prawym brzegu Dniestru. Założyciele wsi przybyli na ówczesne tereny wsi, z powodu nadmiernych presji fiskalnych które ich dotykały.

## Demografia
Według danych spisu powszechnego w Naddniestrzu w 2004 roku wieś liczyła 20 mieszkańców, z czego niemal wszyscy, 19 osób, stanowili Mołdawianie.